# Comfrey
Comfrey è un comune degli Stati Uniti d'America, situato nello Stato del Minnesota, diviso tra la contea di Brown e la contea di Cottonwood.